# Université Saint-Francis-Xavier
L'Université Saint-Francis-Xavier (en anglais : St. Francis Xavier University) est une université canadienne, située à Antigonish, en Nouvelle-Écosse. Ouverte en 1853, elle compte 4 500 étudiants en 2012. Elle offre des programmes de premier cycle en lettres et sciences humaines, en sciences, en éducation, en commerce et en systèmes d'information, des programmes d'études avancées en sciences humaines, en éducation et en sciences ainsi que des programmes menant à des certificats et à des diplômes dans différentes disciplines.

## Histoire
Le collège St. Francis Xavier était une institution catholique fondée à Arichat, dans la péninsule du Cap-Breton, en 1853, placée sous le patronage de saint François-Xavier. L’institution a changé d’emplacement en 1855 pour se relocaliser à Antigonish, Nouvelle-Écosse. En 1866, le collège St. Francis Xavier a reçu le titre d’université, devenant l’Université Saint-Francis-Xavier. Les premiers diplômes ont été octroyés en 1868. Son fondateur, Mgr Colin Francis MacKinnon, évêque de Nouvelle-Écosse, voulait offrir aux catholiques de la région des hautes terres de l'Est de la Nouvelle-Écosse un établissement d'études supérieures, comportant également un séminaire (administré par le diocèse, avec l'aide des Sœurs de Sainte Marthe), mais l'université a presque toujours compté parmi ses étudiants et professeurs des personnes de confessions autres que catholique.

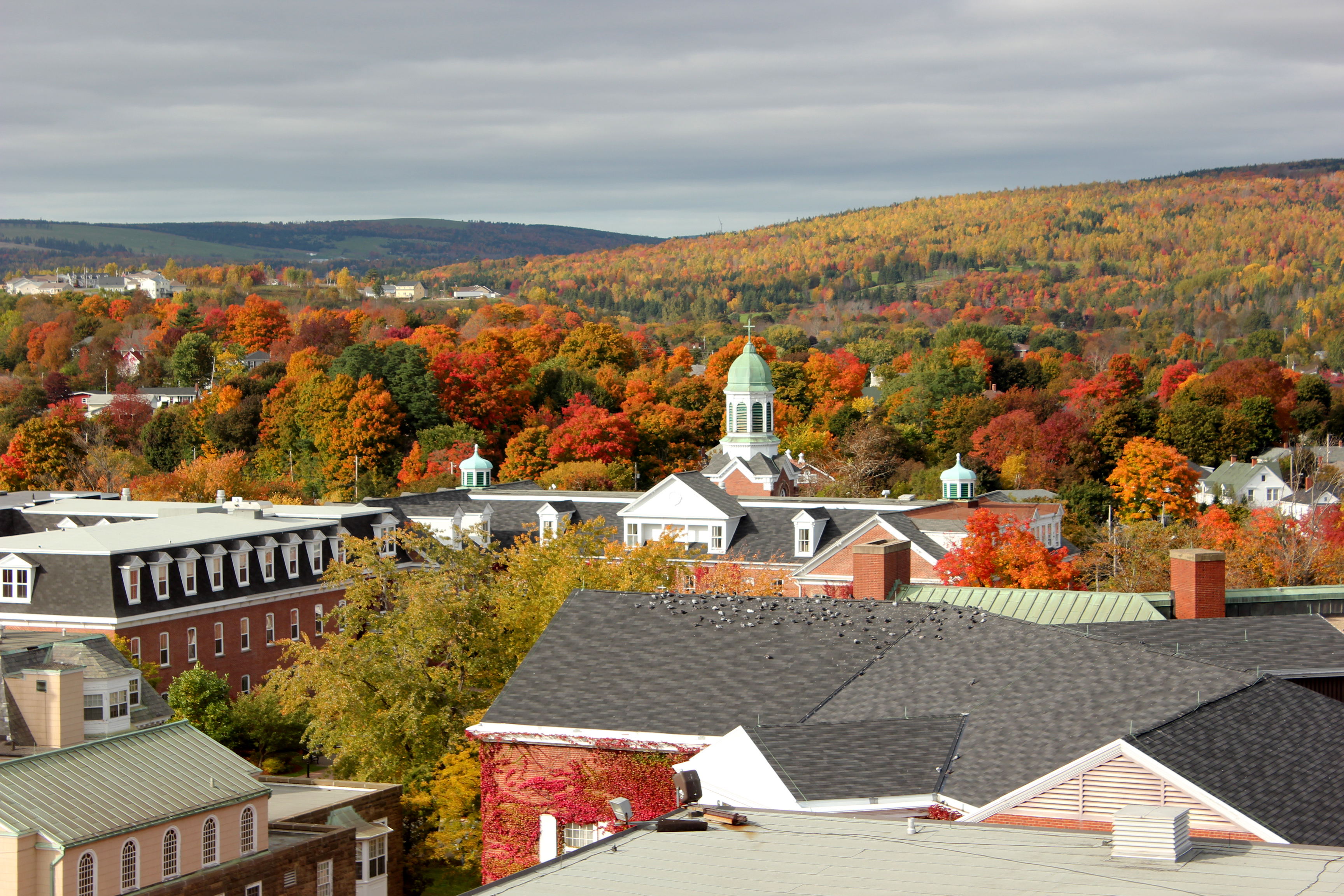
Université Saint-Francis-Xavier

En 1883, un établissement destiné aux jeunes filles, qui deviendra le collège Mount St. Bernard, est mis sur pied. À la fin du XIXe siècle, l’université a incorporé le collège, devenant ainsi la première université catholique mixte en Amérique du Nord, décernant des diplômes à quatre femmes en 1897. L'institution ouvre aussi la première école de génie de la Nouvelle-Écosse en 1899.
Au début du XXe siècle, l’éducation professionnelle s’est étendue au-delà des domaines traditionnels de théologie, de droit et de médicine en adoptant le modèle américain de cours spécialisés. Reconnue pour ses efforts de service à la communauté, l'université fonde un département d'éducation permanente en 1928. Ce dernier est alors dirigé par Moses Coady, qui préconise une philosophie d'efforts personnels. Les programmes d'éducation permanente sont élargis en 1959 avec la mise sur pied du Coady International Institute qui attire des étudiants du monde entier venus se familiariser avec les techniques du mouvement d’Antigonish.
Dans les années 1960, la participation féminine dans l’université s’est accrue, et à partir de 1985 les femmes sont devenues majoritaires. La devise de l'Université Saint-Francis-Xavier est « Quaecumque Sunt Vera » (« Les choses de toute nature sont honnêtes ») et ses couleurs sont le bleu et le blanc.

## Facultés
L’Université Saint-Francis-Xavier est organisée en facultés : la Faculté des Lettres, la Faculté des Sciences, la Gerald Schwartz School of Business and Information Systems, l’École d’Éducation, et le Coady International Institute. Chaque faculté compte des départements subordonnés sous son administration pour chaque matière, par exemple le Département de Philosophie fait partie de la Faculté des Lettres. Chaque faculté est dirigée par un doyen élu parmi les professeurs titulaires. Le doyen des Lettres est Dr. Richard Nemesvari, le doyen des Sciences est Dr. Robert van den Hoogen, le doyen de l’École de Commerce est Dr. Leo Gallant, et le doyen de l’École d’Éducation est Dr. Jeff Orr.

## Enseignement et recherche

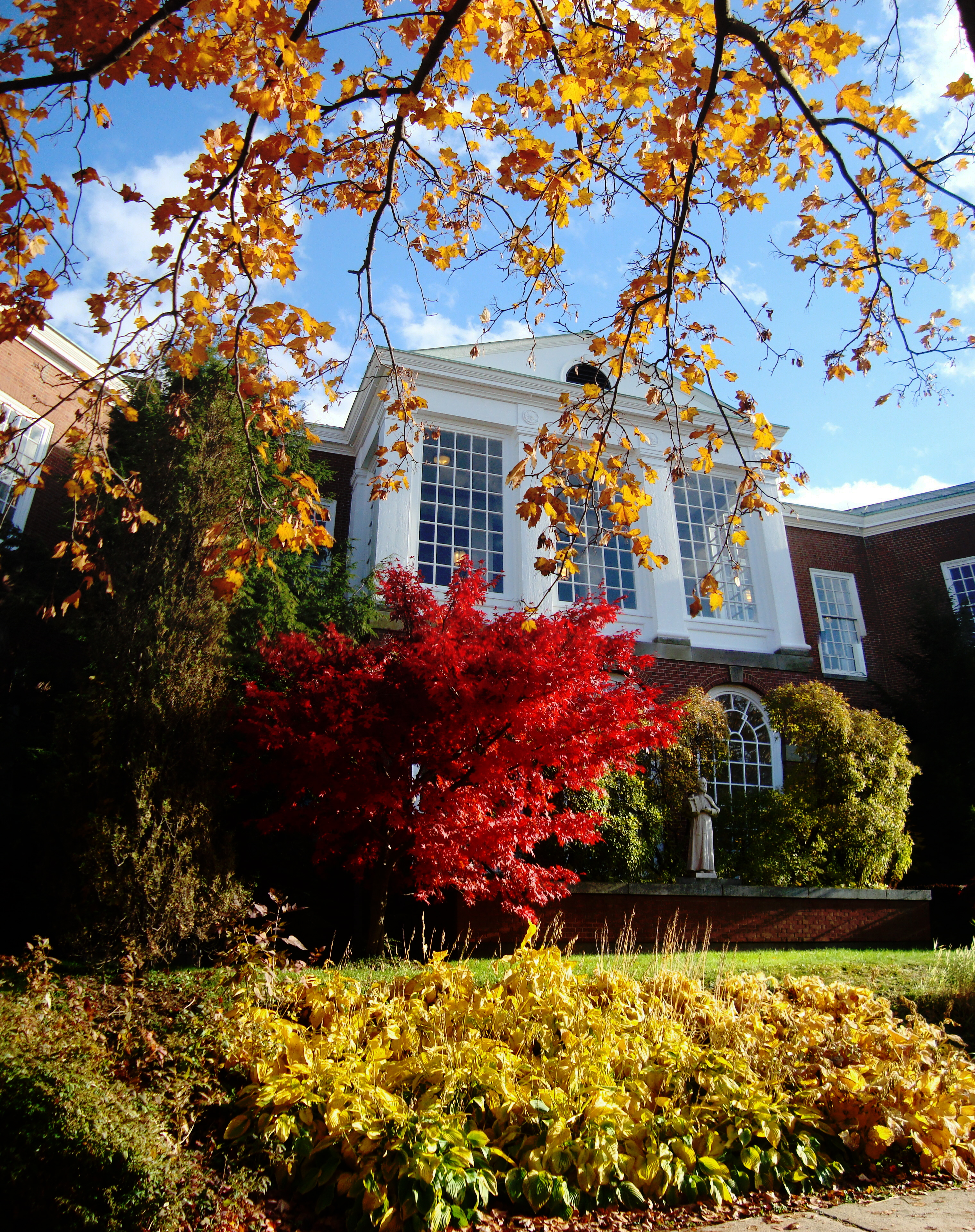
Bibliothèque Angus L. MacDonald

## Réputation académique
Le magazine Maclean's a désigné l'Université Saint-Francis-Xavier la meilleure université au Canada pendant cinq années consécutives (2002 à 2006) dans la catégorie d’universités offrant principalement des études de premier cycle. L’université est aussi arrivée première en termes de soutien financier d’anciens étudiants de 2001 à 2006. En 2007, Maclean's a changé les critères pour le classement des universités « principalement d’études de premier cycle » et l’université est passée en troisième place nationale, devancée par deux autres universités des provinces de l'Atlantique, qui se sont partagé le premier rang. Cependant, au début de 2009, Maclean’s a annoncé que selon de nouveaux sondages d’étudiants, l’Université St. Francis-Xavier était en première place nationale en termes du pourcentage d’étudiants qui décideraient de retourner étudier dans leur institution si la possibilité leur était présentée.
Entre les années 2000 et 2004, en pourcentage plus d’étudiants de l’Université St. Francis-Xavier ont reçu des bourses du Conseil de recherche en sciences naturelles et en génie du Canada (CRSNG) pour des études postsecondaires que dans n’importe quelle autre université au Canada.

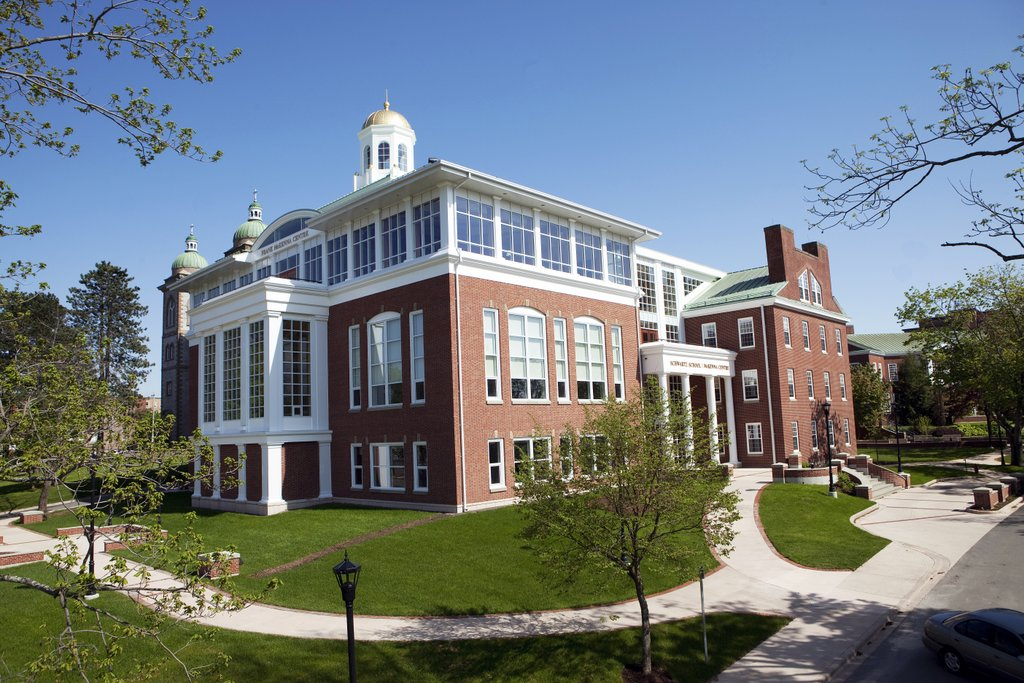
École de Commerce Gerald Schwartz

## Vie étudiante

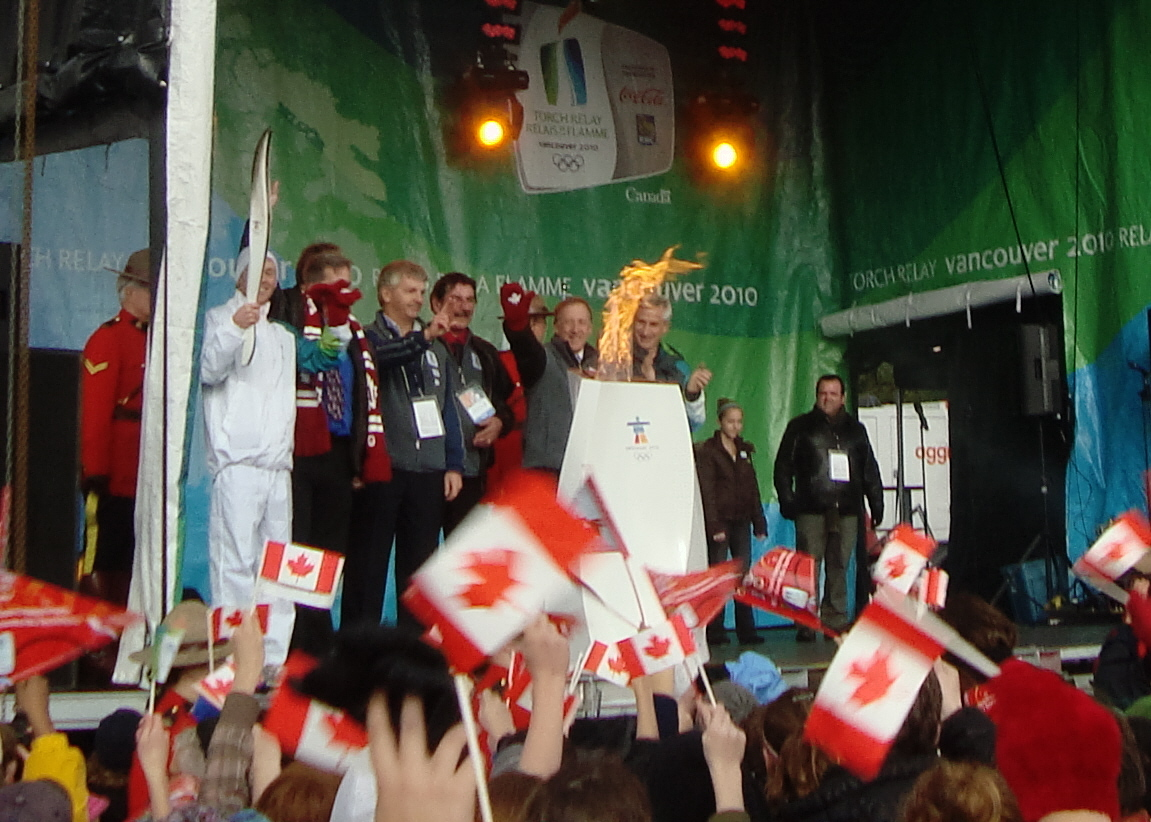
Flamme olympique des Jeux Olympiques de Vancouver 2010 à StFX

### Journal étudiant
The Xaverian Weekly est le journal étudiant, dirigé par la Xaverian Weekly Publications Society, qui imprime 2 000 copies chaque mercredi. Le journal est un membre de l’organisation Canadian University Press. Les rédactrices en chefs sont Jean Ketterling et Tara MacInnis.
Fondé en 1896 par M.A. McAdam et J.W. McIsaac et dénommé Excelsior, le journal a fait ses débuts en tant que périodique d’essais littéraires et de faits divers. Les éditeurs l’ont renommé Xaverian en 1903.

### Annuaire
The Xaverian Annual est l’annuaire étudiant, fondé en 1924 et dirigé par la Société de l’Annuaire. La Société de l’Annuaire imprime la publication selon le nombre de commandes chaque année. Les rédacteurs en chef présentement sont Mary Cranmer-Byng et Ryan Isenor. 

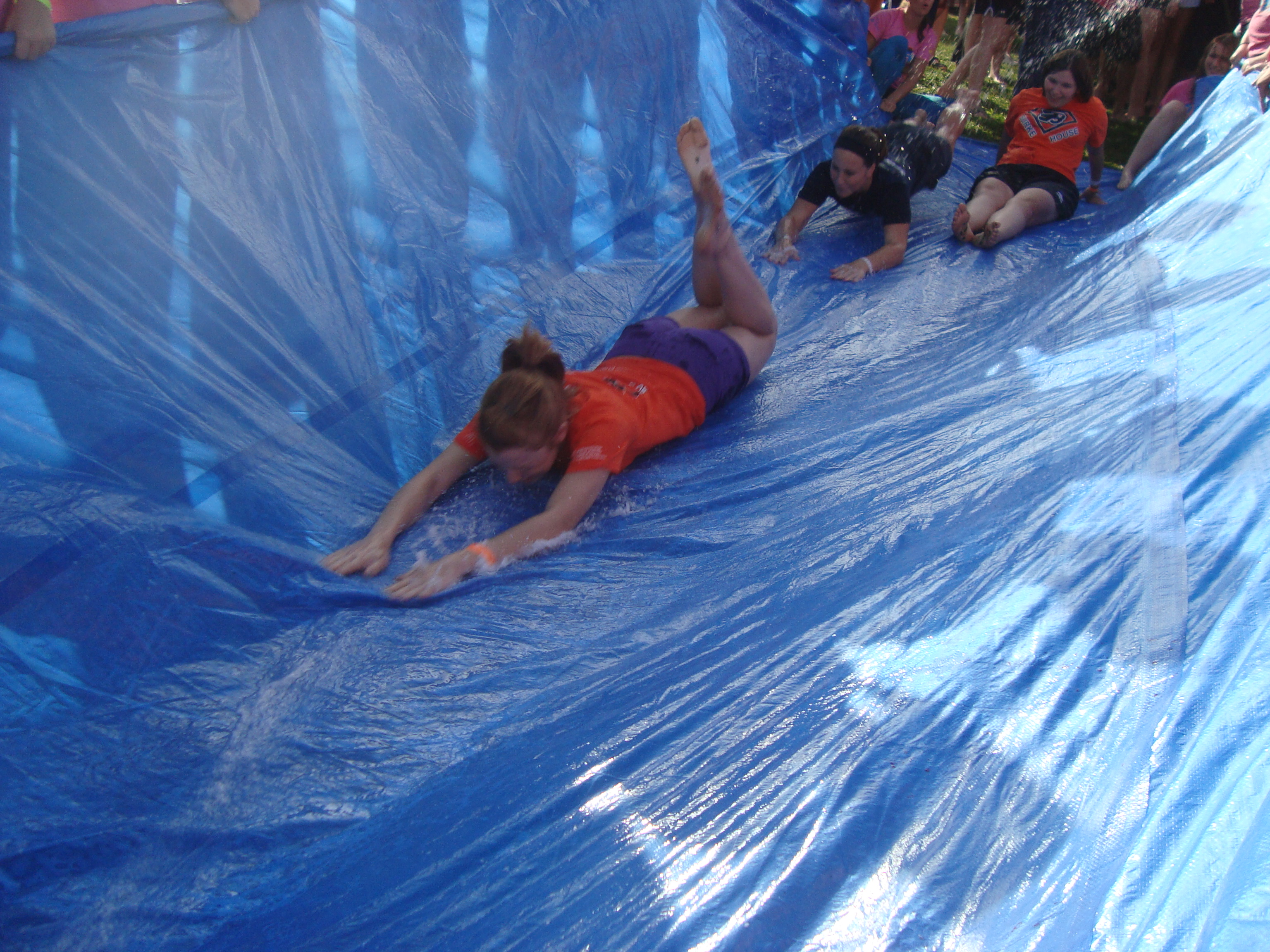
Glissade Jell-O annuelle pendant les festivités de début d’année.

### Gouvernement étudiant
À l’Université St. Francis-Xavier, les étudiants sont représentés par l’Union Étudiante de l’Université St. Francis-Xavier. Connu comme «l’U», l’organisation est dirigée par les étudiants mêmes et prévoit de nombreux services et activités, par exemple l’organisation de concerts et d’activités d’orientation, l’offre d’un plan médical et dentaire, la direction du bar étudiant, et le fonctionnement de la police du campus.
L’édifice de l’Union Étudiante (le Centre Bloomfield) héberge les bureaux de l’éxécutif de l’Union Étudiante, les bureaux de nombreuses sociétés, le bar Golden X Inn, la salle MacKay, une cafétéria, le salon Jack, le bureau de poste du campus, et la librairie universitaire. 

### Résidences

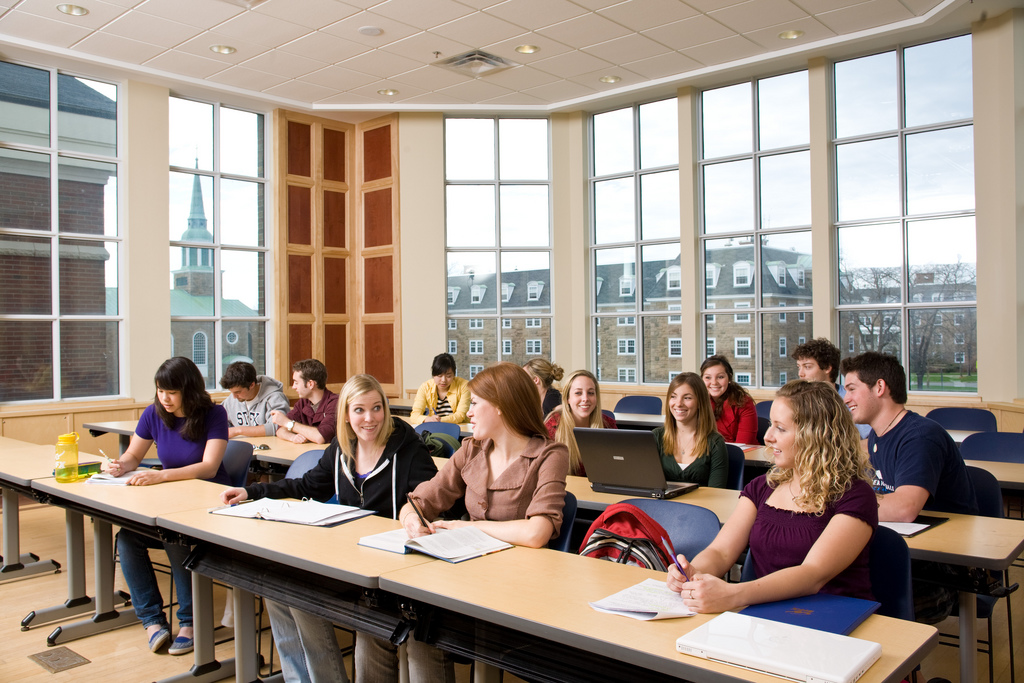
Salle de classe dans l'édifice des Sciences Physiques

Approximativement 50 % des étudiants à St. Francis Xavier vivent sur le campus en résidences traditionnelles ou bien en résidences style-appartement. D’habitude, les étudiants de première et deuxième années vivent en résidences traditionnelles, où la vie sociale est très active, tandis que les étudiants de troisième et quatrième années ont tendance à vivre en résidences style-appartement où ils ont la possibilité de cuisiner chez eux. Les étudiants qui vivent en résidence traditionnelle doivent acheter un plan de repas du réfectoire principal, Morrison Hall. Les résidents ont le choix entre des plans de 11, 14, ou 17 repas par semaine, et les repas non-mangés à la fin du mois sont perdus. Par contre, il y a aussi l’option d’acheter une quantité spécifique de repas pour toute l’année (315, 415 ou 515 repas),qui peuvent être utilisés n’importe quand.

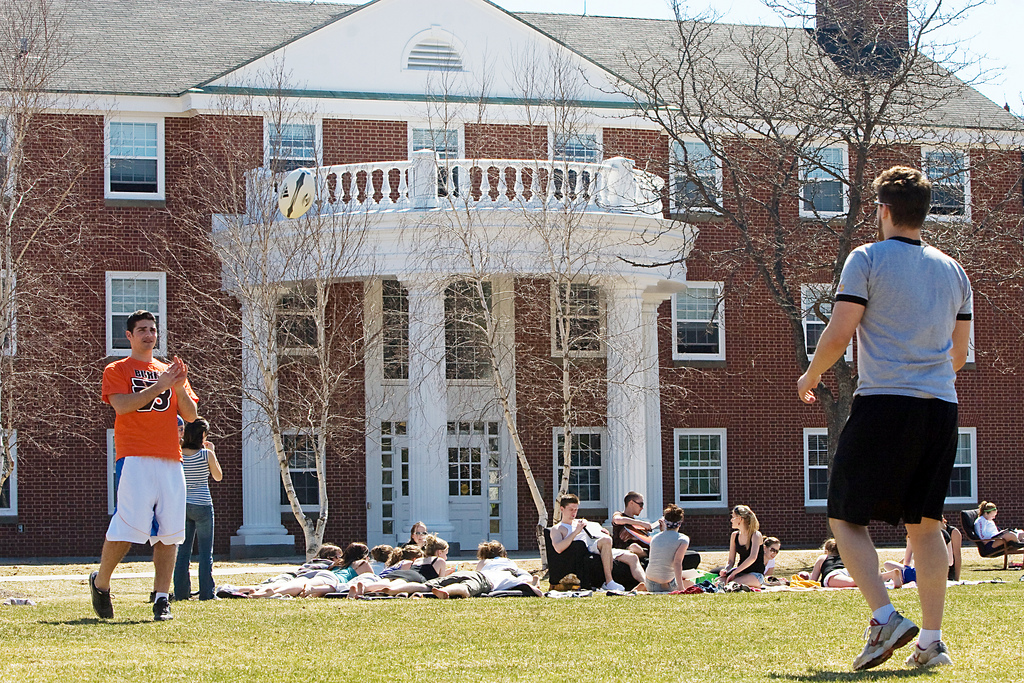
résidences Bishops Hall

Les résidences style-appartement consistent typiquement de quatre chambres à coucher, deux salles de bain, et une petite cuisine (résidences Power Hall et Somers Hall). La résidence la plus récente et la plus luxueuse est Governor’s Hall, où les étudiants vivent typiquement seuls mais partagent des cuisines communes. Tous les étudiants sont obligés à acheter une quantité minimum de crédit « declining cash balance », qui sert à acheter de la nourriture dans les cafés ou les cafétérias de l’université. St. FX a un contrat exclusif avec la compagnie Sodexo, qui a un monopole sur la distribution de nourriture sur le campus.
Résidences traditionnelles à St. Francis Xavier :
- MacIsaac Hall (rénové en 2005)
- MacPherson, MacDonald, et TNT (Thompson and Thompkins) dans l’édifice Cameron Hall
- Chillis (Chisholm et Gillis) et MacNeil dans l’édifice MacKinnon Hall
- Lane Hall Bataille de boules de neige sur l'Avenue Université
- Mount St. Bernard (rénové en 2015)

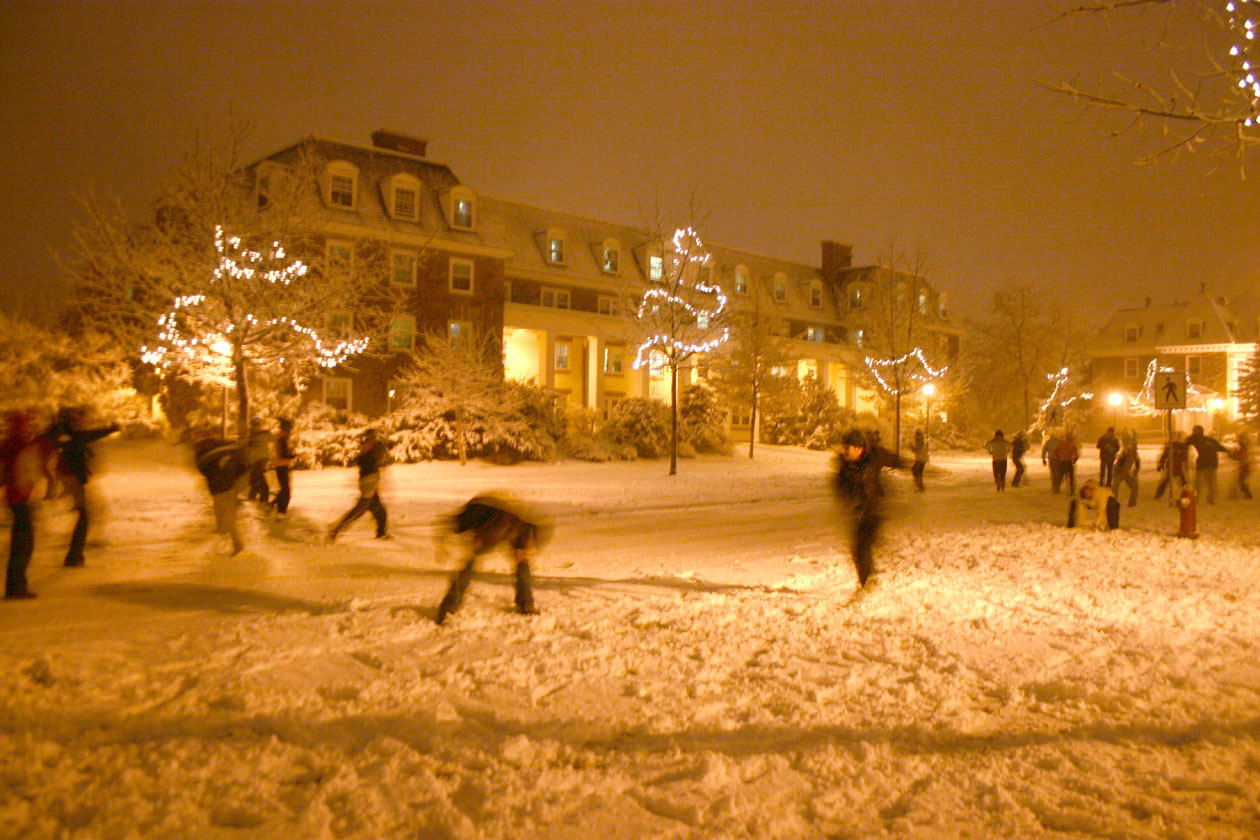
Bataille de boules de neige sur l'Avenue Université

- Plessis, Fraser et Burke dans l’édifice Bishops Hall (rénové en 2007)
- O'Regan Hall (2013)
- Riley Hall (2013)

Résidences style-appartement à St. Francis Xavier :
- Power Hall et Somers Hall (1998)
- Governor’s Hall (2006)
- Appartements rue West

## X-Ring
L’Université St. Francis-Xavier est connue pour sa bague distinctive, la « X-Ring », qui est décernée aux étudiants le 3 décembre de chaque année avant leur graduation. Le 3 décembre marque la fête du saint patron de l’université, St. François Xavier. En moyenne, plus de 95 % des étudiants optent pour la bague.
La « X-Ring » est présentée aux étudiants au cours d’une cérémonie pendant l’après-midi à laquelle seuls les récipiendaires peuvent participer. Traditionnellement, cette cérémonie prenait place dans la chapelle universitaire; cependant, dans les dernières années, la cérémonie a eu lieu dans le Charles V. Keating Millennium Center dû à un nombre plus élevé d’étudiants. La cérémonie est rediffusée en direct sur internet pour les familles et les amis des étudiants autour du monde et aussi sur un écran géant dans le centre Oland sur le campus.

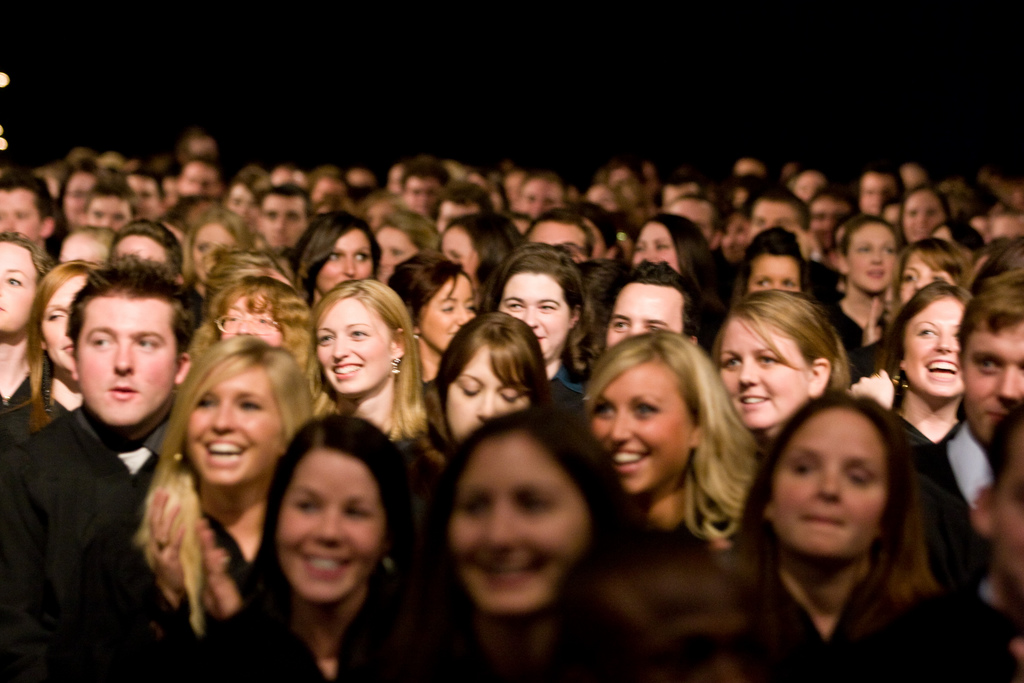
Étudiants lors de la cérémonie de graduation

Sur chaque bague sont gravées les lettres initiales de chaque étudiant ainsi que d’autres traits distinctifs pour que chaque bague soit unique. Ceci assure que si une bague est perdue et ensuite retrouvée, qu'elle puisse être renvoyée à l’université où le propriétaire original pourra être retracé.
En plus des bagues attribuées aux étudiants, chaque année une « X-Ring » honorifique est décernée. La politique d’éligibilité cite que le récipiendaire ne doit pas encore être propriétaire d’une « X-Ring », doit démontrer une contribution exceptionnelle envers la communauté Xavierienne et doit être un exemplaire vivant de la devise de l’université : « Quaecumque sunt vera » (Les choses de toute nature sont honnêtes).
Anciens récipiendaires honorifiques de la « X-Ring » :
- 2010 - Werner Schnepf
- 2009 - Mitch Hudson
- 2008 - Dr. Mary McGillivray
- 2007 - Dr. Winston Jackson
- 2006 - Dr. Ed Carty
- 2005 - Dr. Doug Hunter
- 2004 - Kenny Farrell
- 2003 - Dr. Hubert Spekkens
- 2002 - Dr. Ron Johnson
- 2001 - Mary Lillian MacDonald
- 2000 - John Beaton
- 1999 - Fr. Paul MacNeil
- 1998 - Dr. David Bunbury
- 1997 - Audrey Forrest
- 1994 - Dr. John MacPherson
- 1990 - Joan Dillon

## Renouvellement du campus

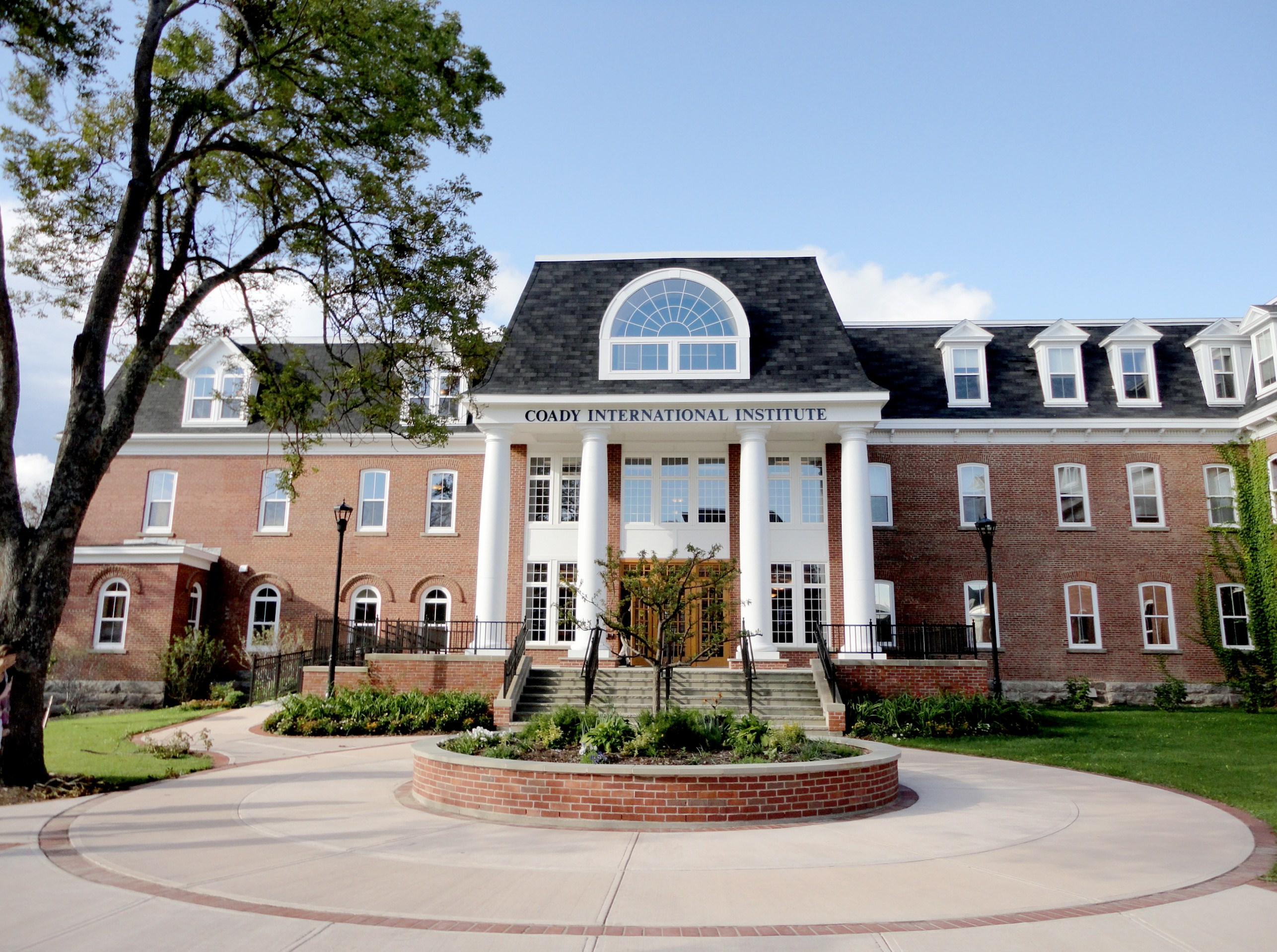
Coady International Institute

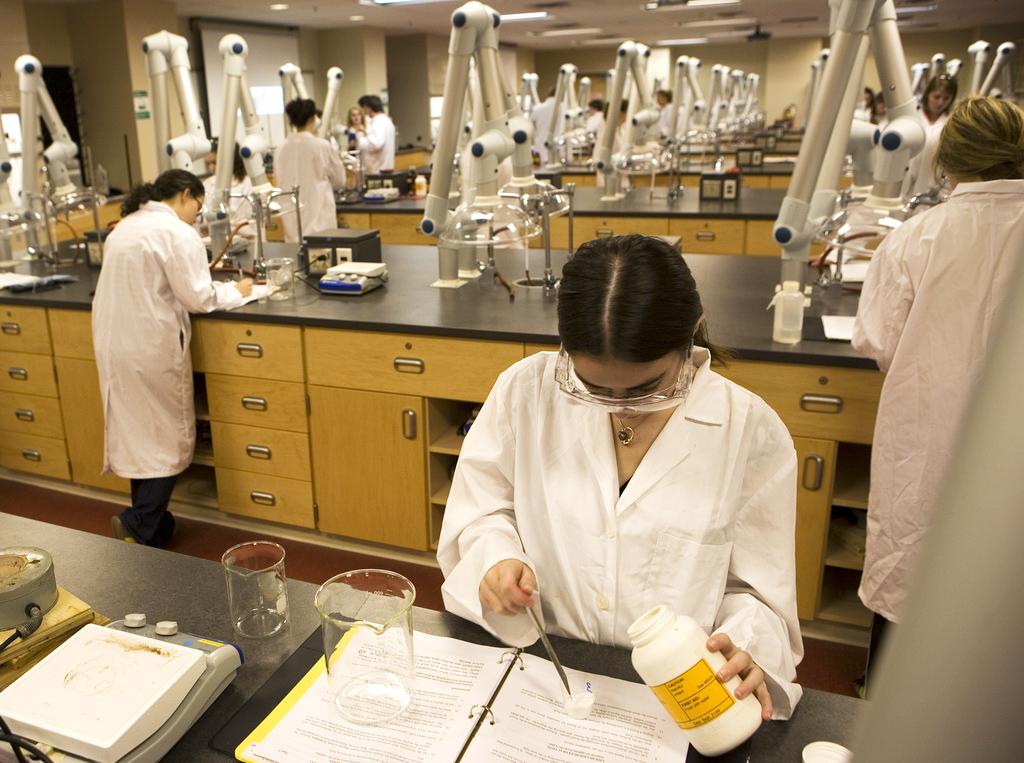
Laboratoire du Physical Sciences Center

Depuis la nomination de Dr. Riley comme président en 1996, St. Francis Xavier a connu un plan de renouvellement de grande envergure- $230 millions. L’objectif du programme est l’amélioration des possibilités éducatives et résidentielles à travers le campus. Jusqu’à présent, l’initiative a vu l’achèvement de onze grands projets. 
- Le 29 mai, 2012, la construction de deux nouvelles résidences a été annoncée. Chaque édifice hébergera approximativement 165 étudiants, et aura un mélange de chambres simples et de chambres style-appartement, des cuisines, des espaces communs avec télévisions écran géant, et d’autres détails. Chaque chambre style-appartement aura sa propre salle de bain, tel une chambre d’hôtel. Chaque chambre aura un réfrigérateur, un micro-onde, et une télévision.

- La construction de l’École de Commerce Gerald Schwartz a commencé en juin 2009, après l’annonce d’un investissement de $22,7 millions de la part des gouvernements fédéral et provincial. La grande ouverture a eu lieu le 5 novembre, 2011, en présence de Gerald Schwartz, président de Onex Corporation, et de Frank McKenna, ancien premier ministre du Nouveau-Brunswick. Le McKenna Center for Leadership, qui sera situé au quatrième étage de l’édifice, devrait ouvrir ses portes en avril 2011.

- En juin 2008, la construction du nouveau Coady International Center a débuté. Le projet a vu la restauration de quatre édifices historiques afin d’agrandir les capacités du Coady International Institute à l’Université St. Francis Xavier à un prix de $14 millions.

- Un nouveau terrain de football et piste de course, pelouse artificielle, huit voies caoutchoutées avec une circonférence de 400 mètres, et des projecteurs. Le projet de $2,8 millions a été complété en 130 jours pendant l’été de 2009.

- Gilmora Hall dans le collège Mount St. Bernard a été rénové entièrement pour accueillir le département de Musique. Les travaux ont eu lieu pendant l’été de 2008.

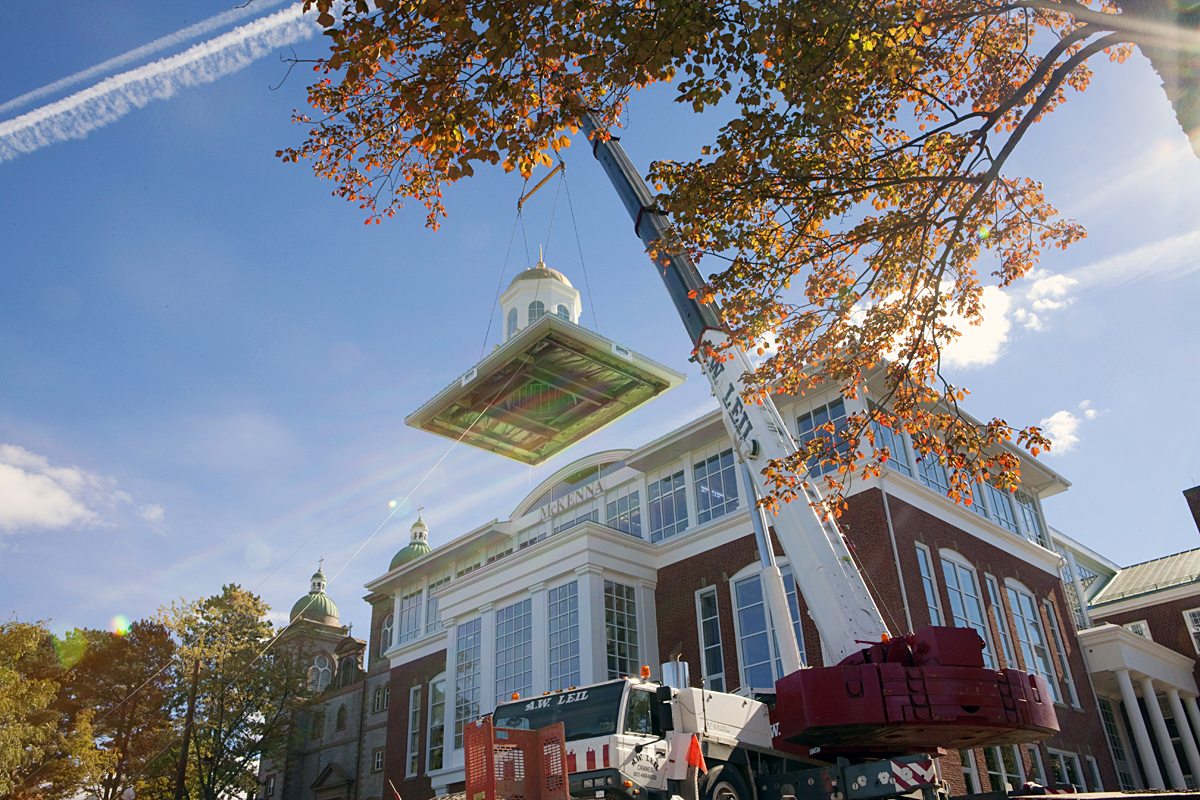
Gerald Schwartz School of Business

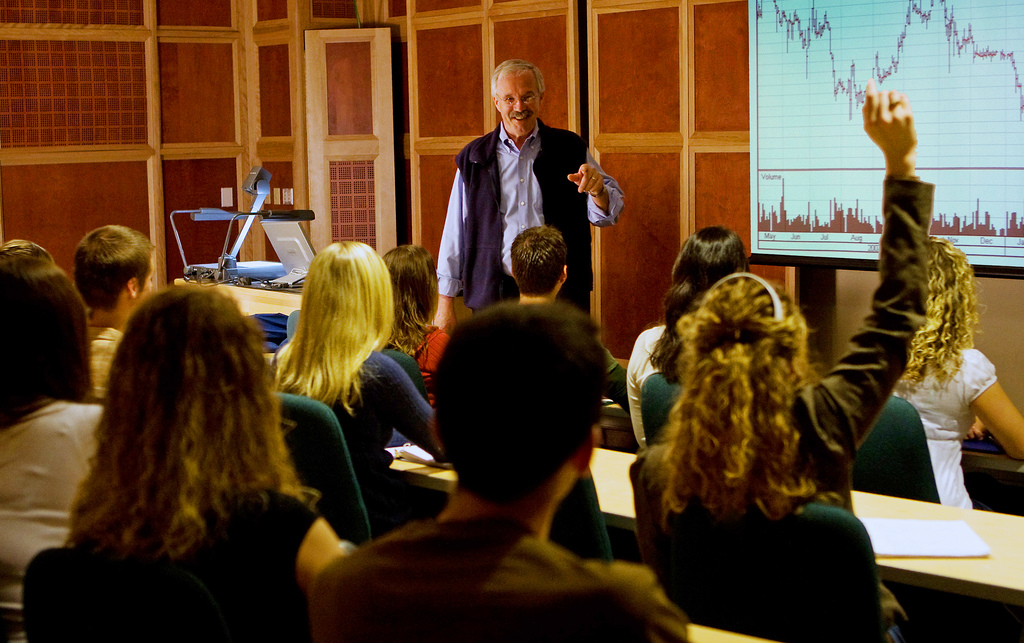
Salle de classe dans le Physical Sciences Centre

- La rénovation du complexe Bishops Hall, qui comprend les résidences Fraser, Burke et Plessis, a été complétée en Septembre 2007 à un coût de $11 millions. L’édifice a été mis à jour avec internet Wi-Fi, un nouveau système de chauffage, de canalisations, de ventilation et de conduits électriques, un ascenseur, et l’introduction de chambres individuelles à travers la plus grande partie de l’édifice.

- La construction de Governors Hall a été terminée en septembre 2006. Il s’agit d’une résidence style-hôtel de $18 millions qui inclut 226 chambres sur quatre étages. L’édifice est conçu pour les étudiants dans leurs années supérieures. Entre mai et août, Governors Hall fonctionne en tant qu’hôtel privé.

- Rénovation complète de MacIsaac Hall, une résidence des années 1960, à un coût de $8 millions. Le projet a été complété en septembre 2006.

- La construction du Physical Sciences Center, un centre des sciences doté de techniques de pointe, achevé en 2004 à un coût de $25 millions.

- Le Charles V. Keating Millennium Center, un centre de conférence et d’athlétisme, a été construit en 2001 à un coût de $20 millions. L’édifice contient deux grandes patinoires dont une dotée de capacité multi-usages – elle peut être convertie en grande salle pour des concerts, des foires commerciales, et la Graduation en avril. L’édifice peut tenir 2 207 personnes sans problème.

- La rénovation complète de Morrison Hall, un des édifices emblématiques de l’université, pour servir de réfectoire principal.

- La construction de deux résidences style appartement en 1998, Power Hall et Somers Hall. Elles sont conçues pour les étudiants dans leurs années supérieures.

## Sports

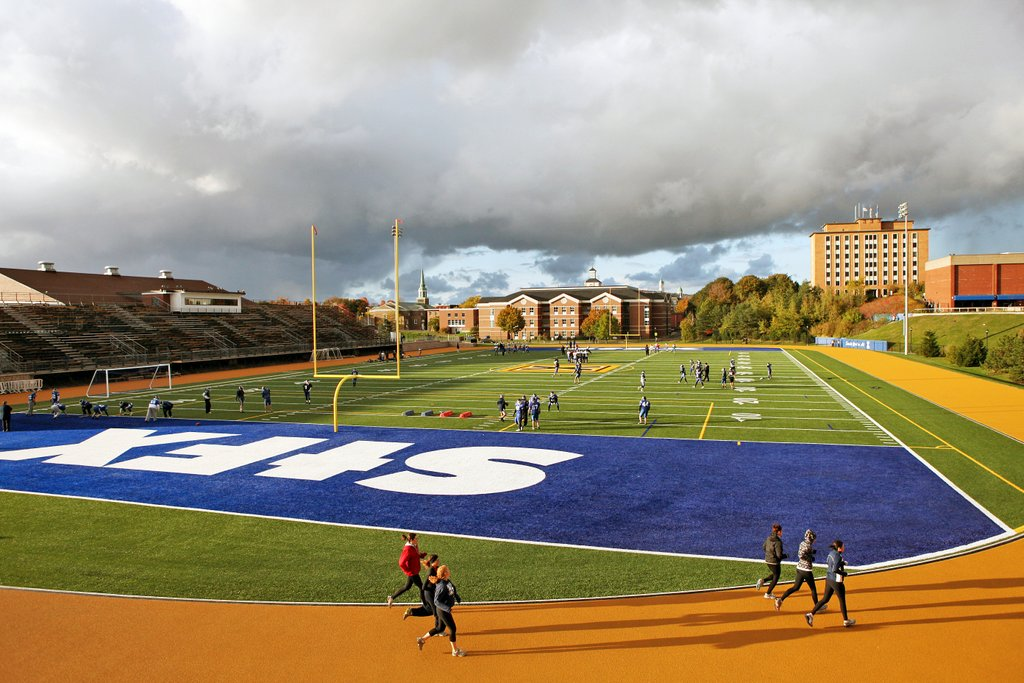
Nouveau terrain de football et piste de course

StFX est représentée à la conférence du Sport universitaire de l'Atlantique (SUA) par onze équipes athlétiques. Dans la catégorie masculine il y a le football canadien, le basketball, le soccer, le hockey sur glace et le cross-country. Les équipes féminines participent au soccer, au rugby, au hockey sur glace, au basketball, au volleyball et au cross-country.

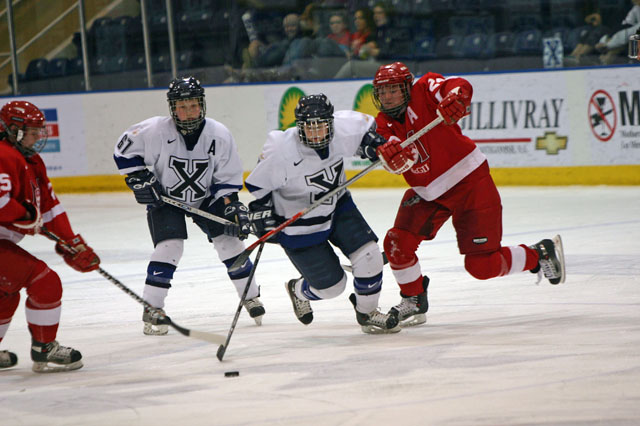
Hockey sur glace feminin.

En 1966, l’équipe de football canadien, les X-Men, a gagné le College Bowl (aujourd’hui nommé Coupe Vanier) comme meilleure équipe universitaire de football canadien au Canada. L’équipe de basketball X-Men a maintenant gagné trois championnats du SIC (Sport interuniversitaire canadien) (1993,2000,2001) et en 2004, l’équipe de hockey X-Men a gagné leur premier championnat SIC. 
En 2006, l’équipe de rugby X-Women a gagné le championnat SIC pour la première fois de son histoire, après avoir gagné le championnat SUA (Sport universitaire de l'Atlantique) dix fois de suite. En 2010, l’équipe a emporté sa seconde victoire nationale au championnat SIC à Peterborough, en Ontario.
Ancien élève de StFX, Eric Gillis (champion CIS de cross-country en 2003) a participé aux Jeux olympiques d'été de 2008 à Pékin et s'est placé 33e dans la course de 10 000 mètres.   

## Personnalités liées

### Anciens étudiants
- John Allan Cameron (1938-2006), musicien

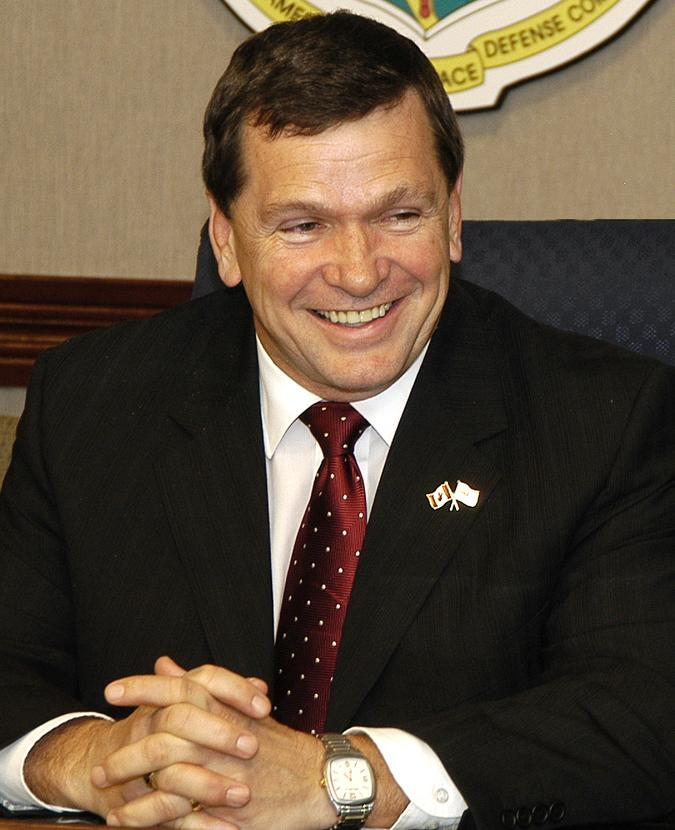
Frank McKenna: Premier ministre du Nouveau-Brunswick (1987-1997); Ambassadeur canadien aux États-Unis (2005-2006)

- Ed Doherty (1949-), homme politique
- Larkin Kerwin (1924-2004), scientifique
- Mary Jane Lamond (1960-), chanteuse et musicienne
- Arthur J. LeBlanc (1943-), juge, lieutenant-gouverneur de la Nouvelle-Écosse
- Martin J. Légère (1916-), homme d'affaires
- Angus Lewis Macdonald (1880-1954), ancien Premier ministre de Nouvelle-Écosse
- Rodney MacDonald (1972-), ancien Premier ministre de Nouvelle-Écosse
- Alistair MacLeod (1936-), écrivain
- Lisa MacLeod, femme politique
- Frank McKenna (1948-), ancien Premier ministre du Nouveau-Brunswick

Brian Mulroney: 18e Premier Ministre du Canada (1984-1993)

- Brian Mulroney (1939-), ancien Premier ministre du Canada
- Amédée Nagapen, prêtre et historien mauricien
- Daniel Petrie (1920-2004), producteur et réalisateur
- John Ralston (1964-), acteur canadien
- Geoff Regan (1959-), homme politique
- P.J. Stock (1975-), joueur de hockey
- Michael Walker (1945-), économiste

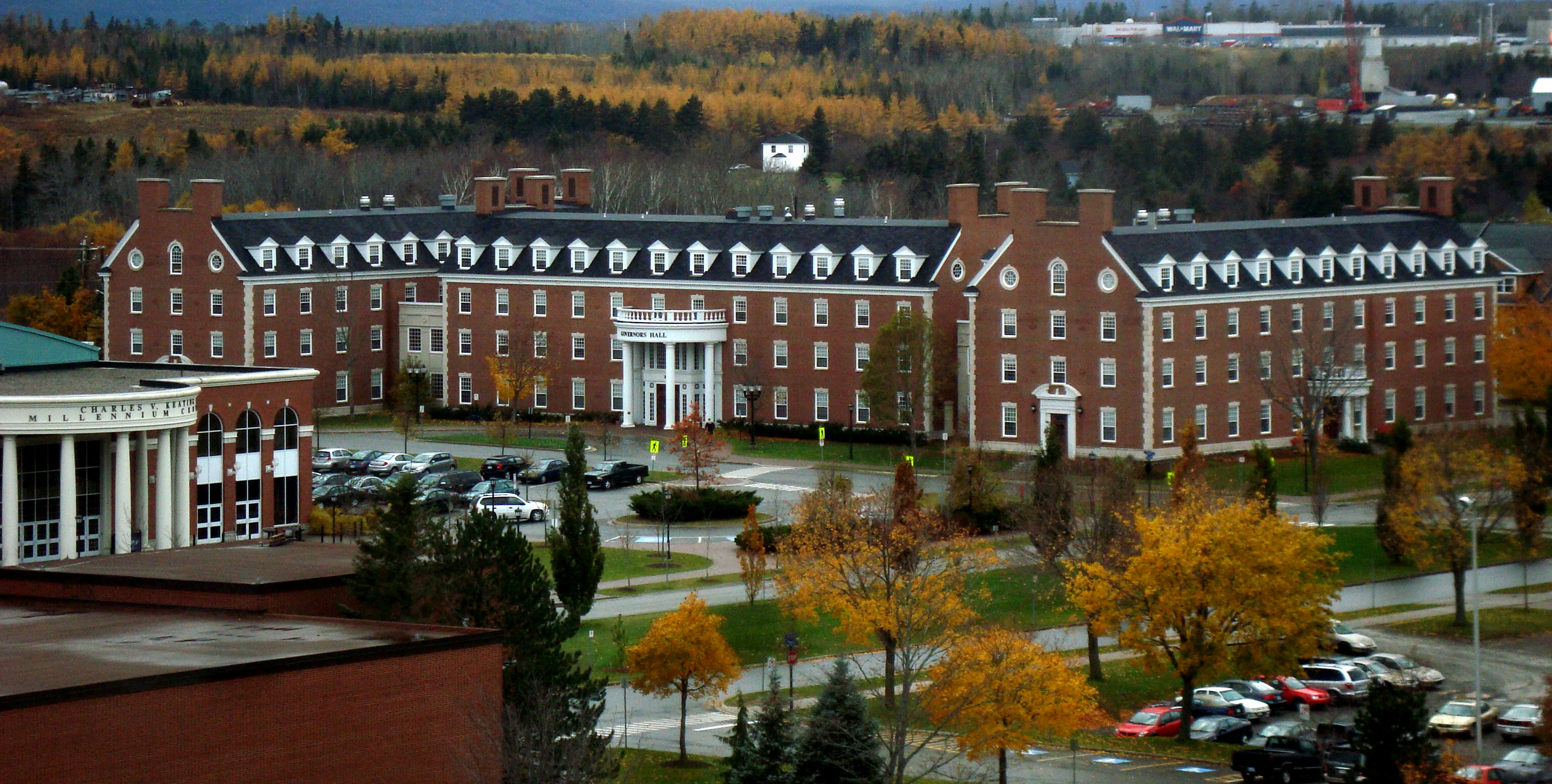
Résidence Governors Hall.

- Sam Webb, homme politique

### Enseignants
- Louis Groarke, professeur de philosophie
- Edward Langille, professeur de langues modernes
- Lavinia Stan, professeur de science politique
- William Sweet, professeur de philosophie